# Dezful
Dezful (перс. دزفول) — балістична ракета середньої дальності, розроблена Іраном і представлена в лютому 2019 року на підземному ракетному заводі. Вона несе боєголовку масою 600 або 700 кг. Ця ракета може пікірувати до своїх цілей зі швидкістю 7 Махів (8 643 км/год). Іранські збройні сили заявили, що ця ракета має радіус дії 1000 кілометрів (620 миль). Бригадний генерал Амір Алі Гаджизаде сказав, що це модернізація старішої моделі Zolfaghar, яка мала радіус дії 700 кілометрів.